# Transporte Metropolitano de la Plana
Le TRAM (Transporte Metropolitano de la Plana) anciennement désigné TVRCas (Transporte en Vía Reservada de Castellón) ou simplement Tram-Castelló est le système de trolleybus guidés en site propre en service à Castellón de la Plana, en Espagne.
Le réseau compte une ligne inaugurée en 2008. Il s'agit des seuls trolleybus en service en Espagne.

## Historique
Entre 1962 et 1967, Castellón possédait déjà quatre trolleybus de marque Pegaso.
Après plusieurs années d'études, les travaux ont commencé en juin 2007 ; le plus compliqué étant de construire un nouveau pont. Le pont est achevé en décembre 2007.
La ligne T1, longue à l'époque de 2 km, a été inaugurée en juin 2008, en présence de personnalités politiques espagnoles.
La ligne T1 est prolongée de 6 km vers l'est en 2014, avec une section non-électrifiée de 2 km en centre-ville.

## Matériel roulant
Le parc de trolleybus est composé de trois Irisbus Civis et de 6 Solaris Trollino Metrostyle de 12 mètres de longueur, 2,55 mètres de largeur et 3,40 mètres de hauteur auxquelles des perches de trolleybus et un système de guidage optique ont été ajoutées. Chaque bus peut accueillir environ 85 personnes.
À bord, le conducteur est également receveur et vend des titres de transport.

## Guidage optique
Les trolleybus de la ligne 1 utilisent la technologie de guidage optique Optiguide développé par Siemens Transportation Systems, également utilisée sur le réseau TEOR à Rouen (France).
- le guidage optique est composé d'une caméra placée au-dessus du pare-brise qui lit sur la chaussée un marquage blanc codé matérialisant la trajectoire imposée.
- un ordinateur analyse la position du véhicule par rapport à la voie et transmet à la colonne de direction les informations nécessaires.
- l'accostage se fait avec une moyenne de 4 à 5 cm d'écart horizontale entre le quai et le véhicule.
- contrairement à ce qui se fait sur le réseau TEOR, l'intégralité de la ligne se fait en mode guidé, cependant, le conducteur peut à tout moment passer d'une conduite guidée à une conduite manuelle.
- le risque de panne du guidage optique est très faible (indice de défaut du guidage pendant l’exploitation : 1,97 pour 10 000 accostages en station (chiffre de 2006)[2]).

## Projets
L'unique projet consiste à acquérir plus de véhicules afin de faire de nouvelles liaisons avec plusieurs villes limitrophes (Benicàssim, Almàssera, Vila-real, et Borriana Onda).